# Giấy da
Giấy da là một loại vật liệu viết được làm từ thuộc da của các loài động vật,  chủ yếu là cừu, bê và dê, được xử lý đặc biệt. Nó đã được sử dụng như một phương tiện viết ở Tây Á và Châu Âu trong hơn hai thiên niên kỷ. Từ khoảng năm 400, phần lớn các tác phẩm văn học ở những khu vực này, khi được tạo ra với mục đích lưu giữ lâu dài, bắt đầu được chuyển viết từ giấy cói sang giấy da. Giấy da bê là loại giấy da chất lượng cao hơn, làm từ da của động vật non như cừu con và bê con.

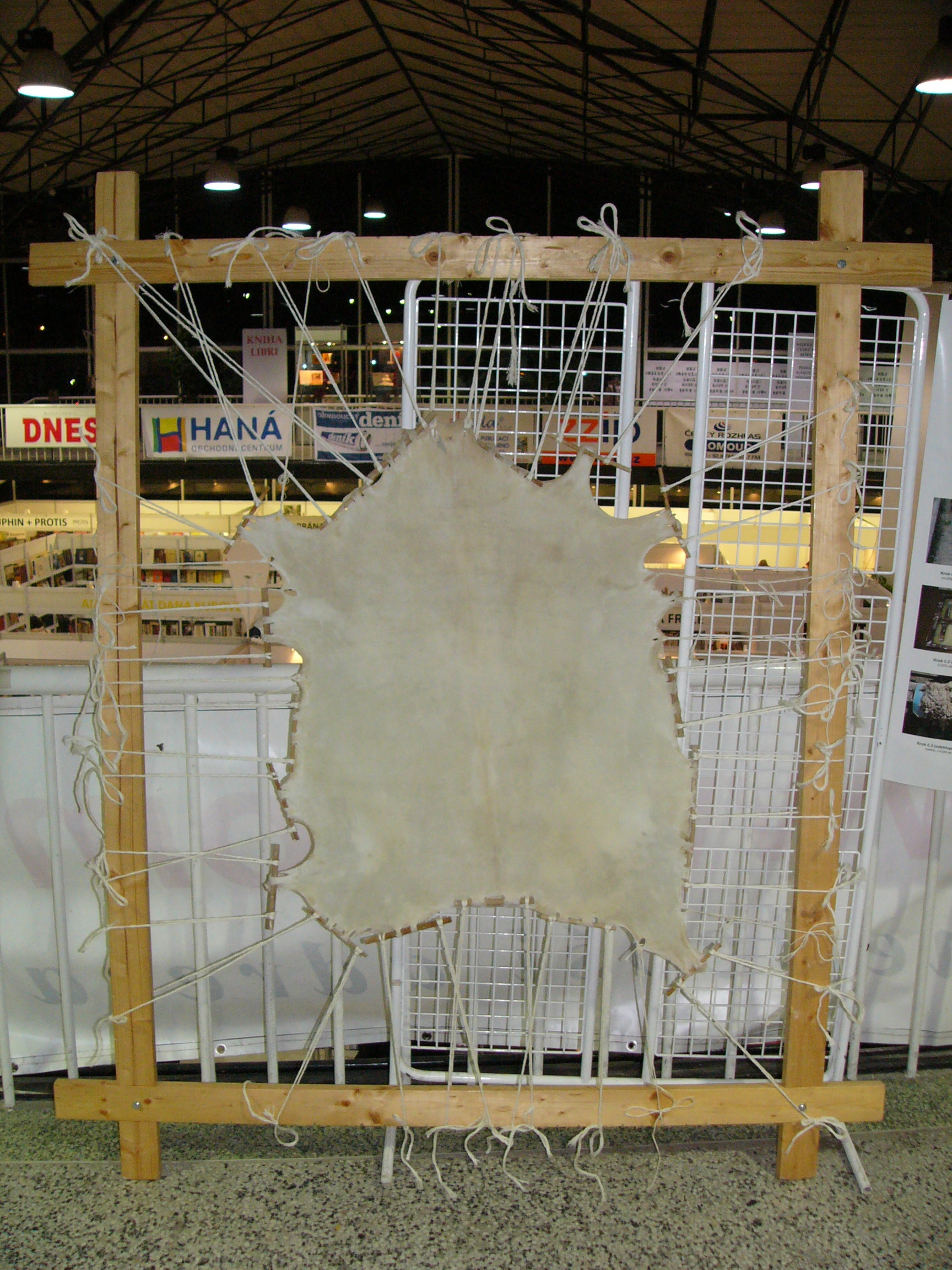
Loại giấy da hoàn thiện kiểu Trung Âu làm từ da dê được căng trên khung gỗ

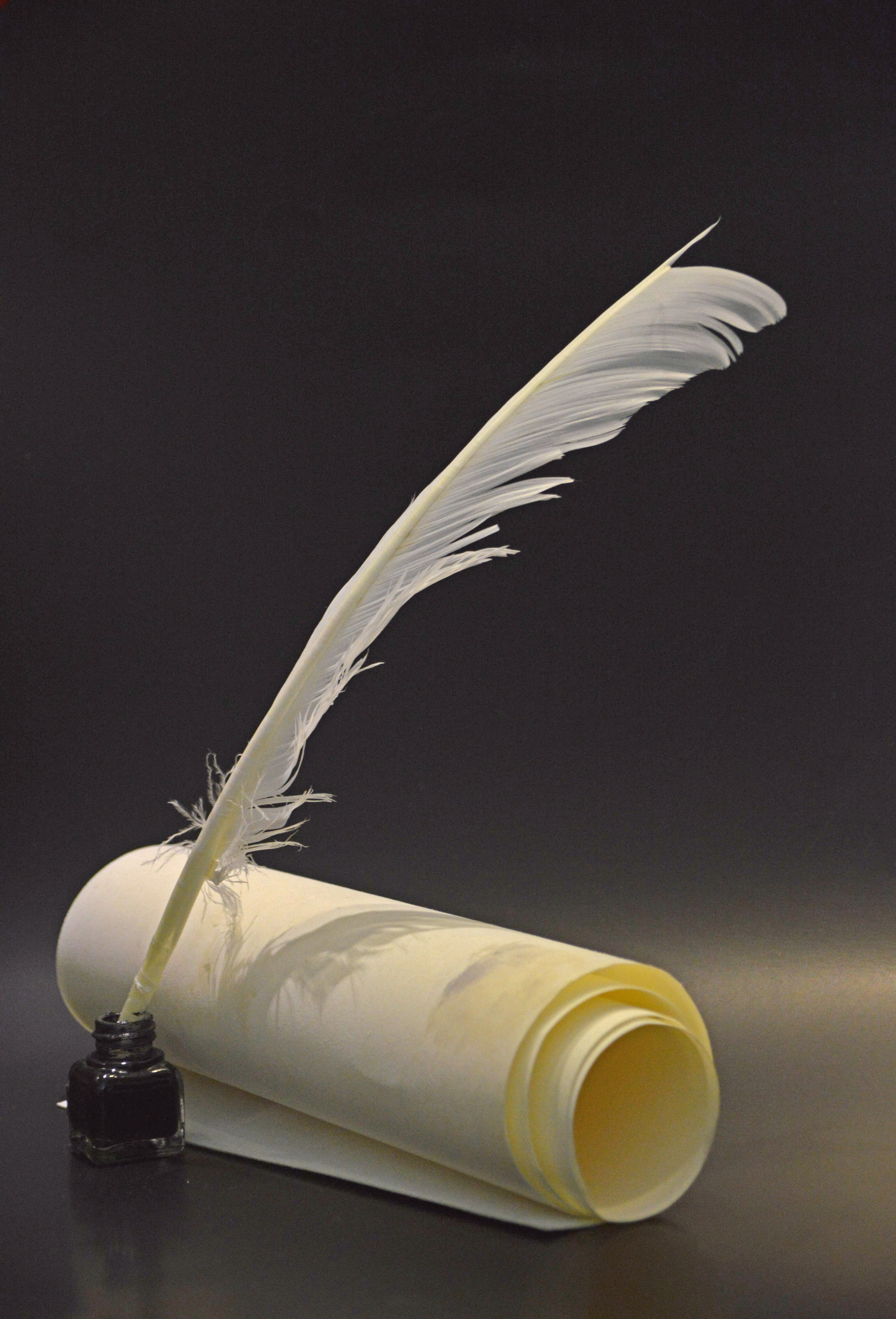
Giấy da với bút lông và mực